# Mühlrüti
Mühlrüti ist eine Ortschaft in der Gemeinde Mosnang im Toggenburg an der Nordwestgrenze des Kantons St. Gallen mit rund 400 Einwohnern. Mühlrüti hat eine eigene katholische Kirchgemeinde und eine Primarschule. Wahrzeichen ist die barocke, im Jahre 1766 vollendete Josephskirche.

## Lage
Mühlrüti ist Ausgangspunkt der nach Fischingen, Kirchberg, Mosnang und auf die Hulftegg führenden Strassenverbindungen. Die 7 Kilometer lange, nach Steg im Tösstal führende Hulfteggstrasse liegt zu einem grossen Teil auf Mühlrütner Gebiet. Das Dorf wird erschlossen von der Postautolinie Bütschwil–Mosnang–Hulftegg, von wo aus Wanderwege in Richtung Schnebelhorn und Hörnli führen.

## Geschichte

Luftbild von Werner Friedli von 1955

Im 15. Jahrhundert lag die niedere Gerichtsbarkeit teilweise bei den Grafen von Toggenburg und andernteils bei der Herrschaft Tannegg des Bistums Konstanz. Die Rechte der Grafen von Toggenburg gelangten 1468 an die Fürstabtei St. Gallen, die von nun an über einen Landvogt in Lichtensteig die hohe Gerichtsbarkeit ausübte.
Die Reformation behauptete sich bis 1531, danach wurde das Dorf vollständig rekatholisiert. 1652 entstand auf dem Platz vor dem «Hirschen» eine Kapelle, die 1672 der Heiligen Familie geweiht wurde.
Am 30. August 1764 löste sich Mühlrüti von der Pfarrei Mosnang ab und wurde selbstständig. Die komplizierten rechtlichen Strukturen, bei denen auch der Bischof von Konstanz als geistlicher Oberherr mitzureden hatte, führten vor der Pfarreigründung zu einem langjährigen Ringen um Zuständigkeiten. Dem St. Galler Fürstabt Cölestin Gugger gelang es, eine Einigung zu erzielen. Bereits 1763 erfolgte der Rohbau der Kirche, 1766 dann die Konsekration zu Ehren von St. Josef, St. Otmar und St. Theodul.
| Jahr      | 1765 | 2005 |
| Einwohner | 397  | 400  |

1765 hatte Mühlrüti 397 Einwohner. 1803 wurde Mühlrüti der neu gebildeten politischen Gemeinde Mosnang zugeteilt. 1867 konnte nach dreijähriger Bauzeit die Hulfteggstrasse eröffnet werden. 1846 und 1913 entstanden verschiedene Pläne für eine Hulfteggbahn.

## Kultur und Sport

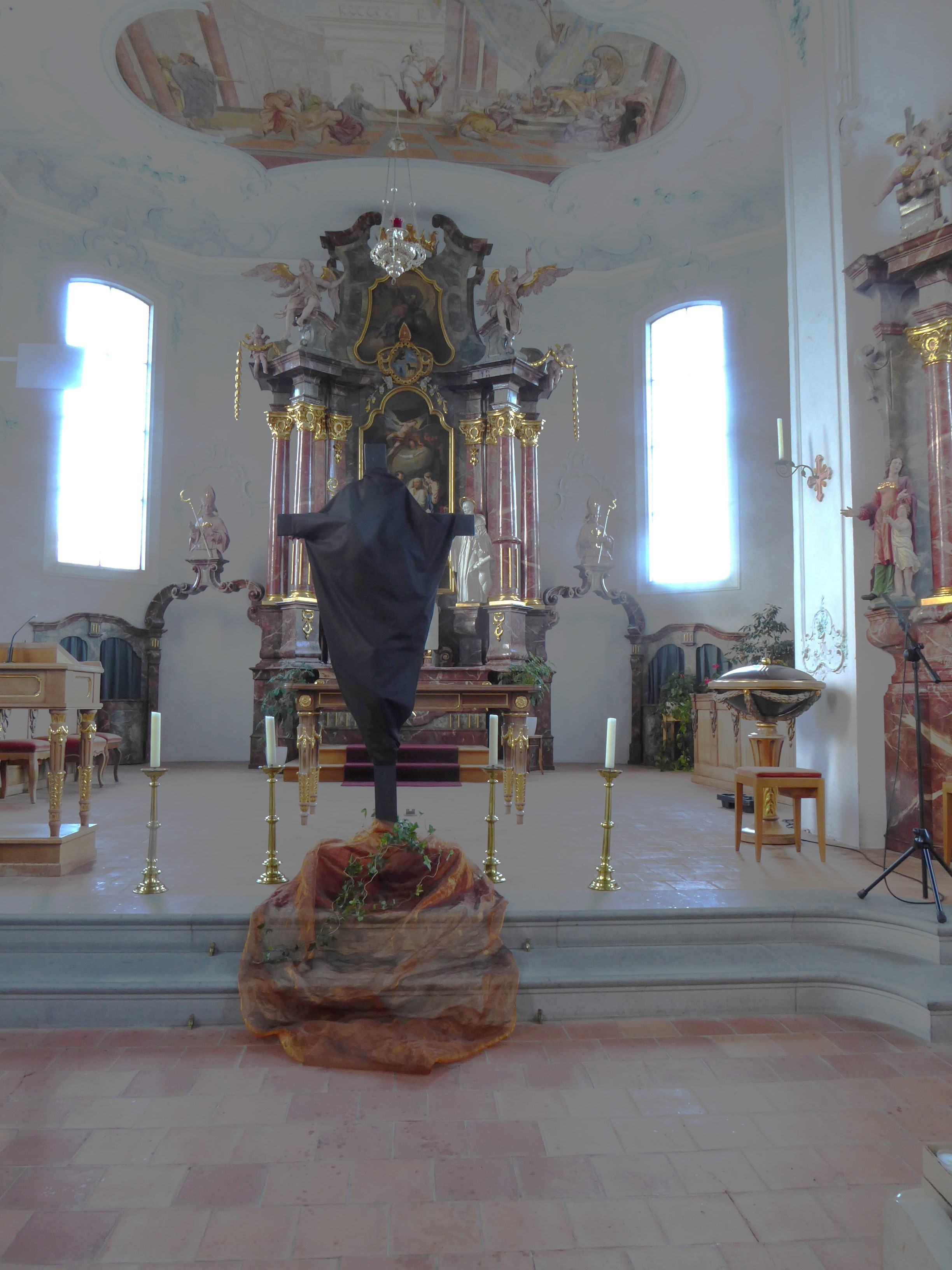
Heiliggrab Mühlrüti

In Mühlrüti hat sich ein Heiliggrab erhalten, welches in der Karwoche in der Pfarrkirche aufgestellt wird.
Nebst einer Musikgesellschaft, einem Männerchor und einem Kirchenchor hat Mühlrüti einen Paramentenverein, der sich um die Instandhaltung liturgischer Textilien kümmert. Der Viehzuchtverein führt alljährlich eine Viehschau durch.
Im Mai messen sich bei der Hulfteggstafette Fünferteams und Einzelsportler in Inline-Skating, Geländelauf, Biken und Radfahren.

## Persönlichkeiten
- Albin Breitenmoser (* 1920 in Mühlrüti; † 1983 in Basel), Nationalrat

## Bilder

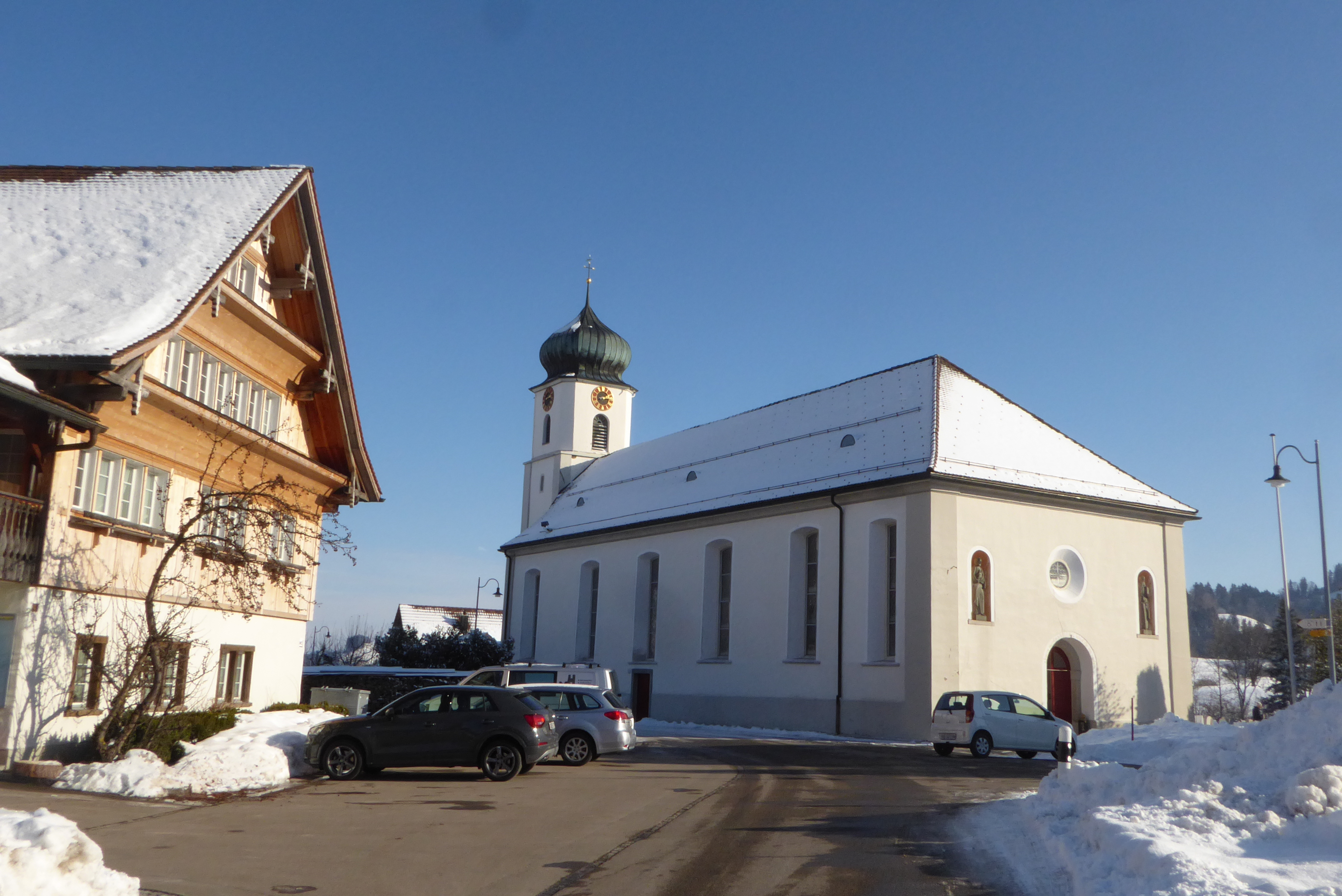
Pfarrkirche St. Josef, Mühlrüti
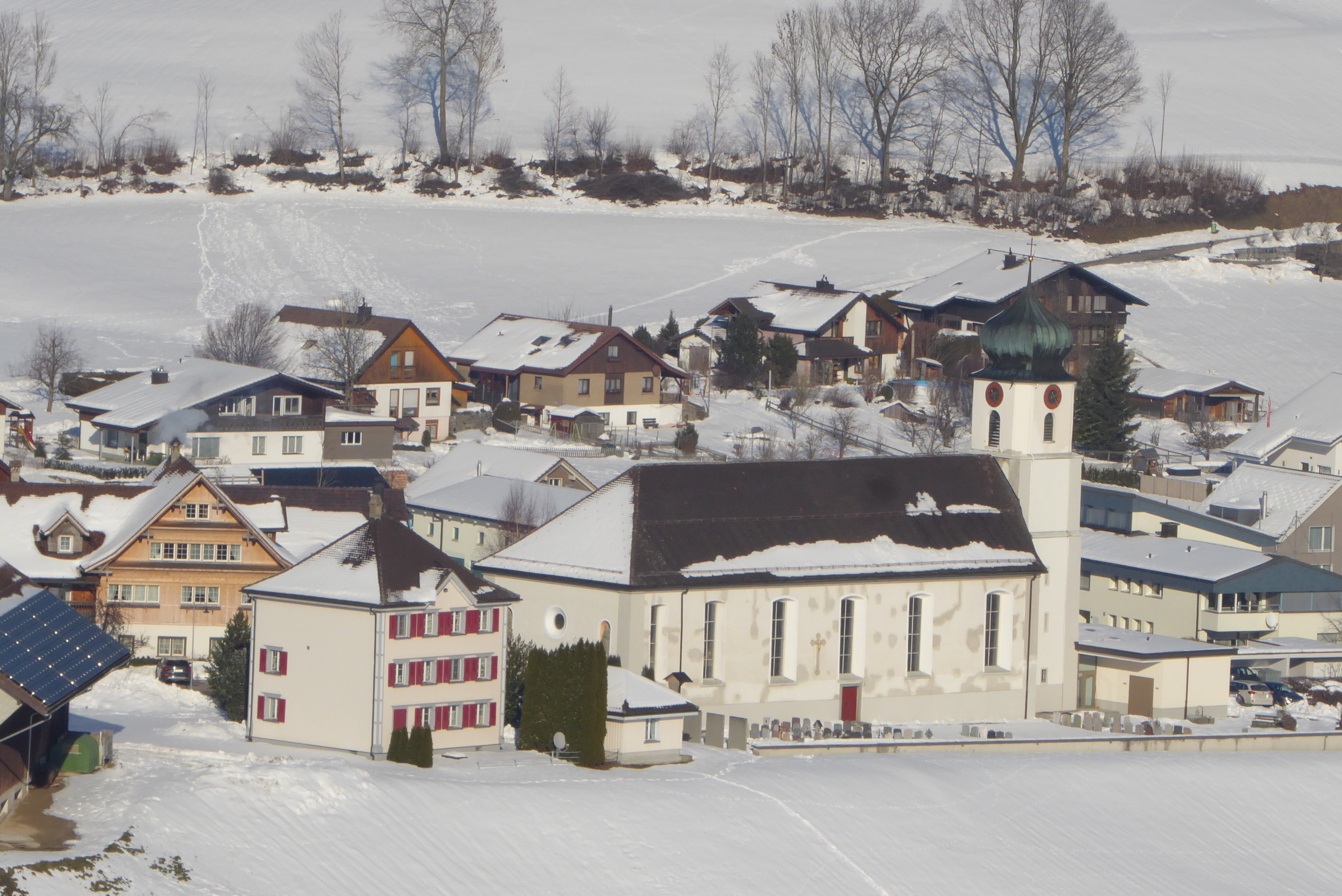
Pfarrkirche Mühlrüti im Winter
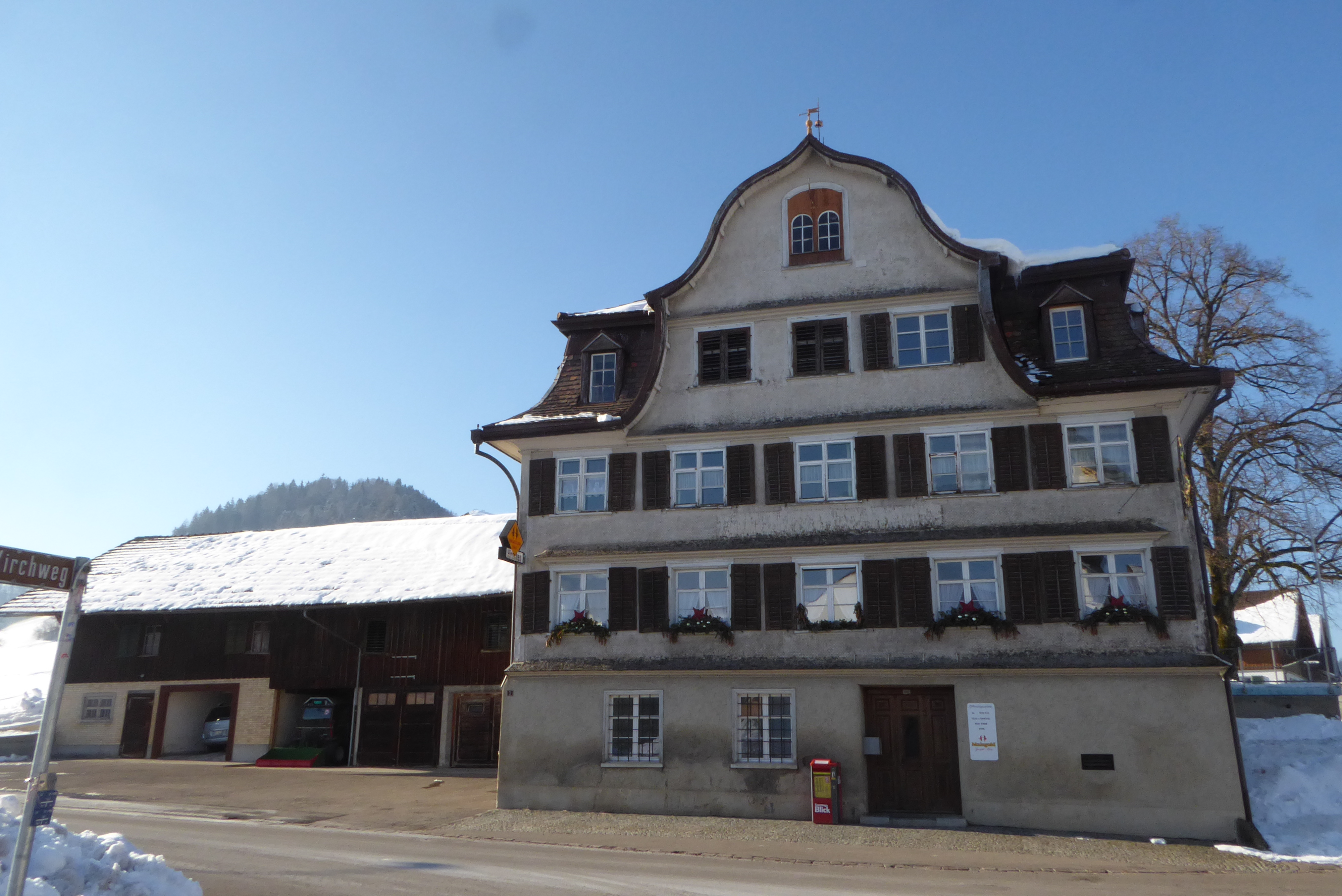
Ehemaliges Restaurant «Hirschen»
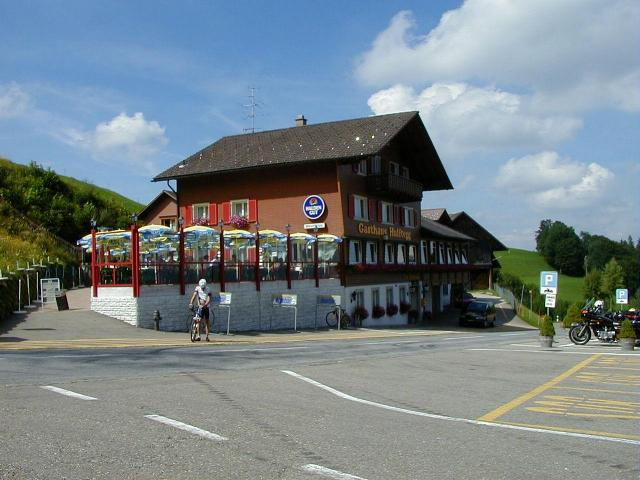
Restaurant «Hulftegg» auf der gleichnamigen Passhöhe